# Locus (revistă)
Revista Locus, subintitulată The Magazine Of The Science Fiction & Fantasy Field, apare lunar în Oakland, California. Conține informații cu privire la lucrările publicate în domeniul science-fiction și fantasy, inclusiv lista completă a tuturor cărți noi publicate în acest gen. Revista prezintă, de asemenea, premiile anuale Locus.
Revista a fost fondată de Charles N. Brown în 1968 împreună cu Ed Meskys și Dave Vanderwerf.

## Vezi și
- Premiul Locus
- Premiul Locus pentru cel mai bun roman
- Premiul Locus pentru cel mai bun roman science-fiction
- Premiul Locus pentru cel mai bun roman fantasy
- Premiul Locus pentru cel mai bun roman - debut
- Premiul Locus pentru cel mai bun roman pentru tineri adulți
- Premiul Locus pentru cea mai bună nuvelă
- Premiul Locus pentru cea mai bună nuveletă
- Premiul Locus pentru cea mai bună povestire
- Premiul Locus pentru cea mai bună revistă
- Premiul Locus pentru cea mai bună editură
- Premiul Locus pentru cea mai bună antologie
- Premiul Locus pentru cea mai bună colecție